# Christina Milian (album)
Christina Milian è il primo album in studio dell'omonima cantante statunitense, pubblicato nel 2001.

## Tracce
1. Get Away (feat. Ja Rule) – 4:13
2. AM to PM – 3:52
3. When You Look at Me – 3:43
4. Spending Time (feat. Charli "Chuck" Baltimore) – 4:32
5. It Hurts When... – 4:02
6. You Make Me Laugh – 3:38
7. A Girl like Me (feat. Jermaine Dupri) – 4:00
8. Twitch – 4:02
9. Until I Get Over You – 3:58
10. Satisfaction Guaranteed – 3:45
11. Got to Have You – 3:38
12. Thank You – 4:30